# 卡斯蒂诺
卡斯蒂诺（義大利語：Castino），是意大利库内奥省的一个市镇。总面积15平方公里，人口520人，人口密度34.7人/平方公里（2009年）。ISTAT代码为004057。